# تشاك وارد
تشاك وارد (بالإنجليزية: Chuck Ward)‏ هو لاعب كرة قاعدة أمريكي، ولد في 30 يوليو 1894 في سانت لويس في الولايات المتحدة، وتوفي في 4 أبريل 1969.

## وصلات خارجية
- تشاك وارد على موقعبيزبول رفرنس.كوم (الدوري الرئيسي) (الإنجليزية)
- تشاك وارد على موقعبيزبول رفرنس.كوم (الدوري الثانوي) (الإنجليزية)